# Campanula broussonetiana
Campanula broussonetiana är en klockväxtart som beskrevs av Schult.. Campanula broussonetiana ingår i släktet blåklockor, och familjen klockväxter. Inga underarter finns listade i Catalogue of Life.